# Dumicke
Dumicke ist ein Dorf im südlichen Sauerland. Es bildet eine Ortschaft und zusammen mit Bühren den gleichnamigen Ortsvorsteherbezirk 15 der Stadt Drolshagen im nordrhein-westfälischen Kreis Olpe.
Dumicke liegt etwa fünf Kilometer nordöstlich des Drolshagener Zentrums im Tal und am Verlauf der Dumicke westlich des Biggesees, etwa vier Kilometer nordnordwestlich von Olpe. Die Landschaft ist stark von landwirtschaftlichen Betrieben und den Hügeln des südwestlichen Sauerlandes geprägt. 
Zentrum des Dorflebens ist das Dorfgemeinschaftshaus in der Alten Schule, die 1929 errichtet wurde und anschließend 40 Jahre bis zur Schließung 1969 im Schulbetrieb war.